# Блекфолдс
Блекфолдс (англ. Blackfalds) — містечко в Канаді, у провінції Альберта, у складі муніципального району Лакомб.

## Населення
За даними перепису 2016 року, містечко нараховувало 9328 осіб, показавши зростання на 48,1%, порівняно з 2011-м роком. Середня густина населення становила 567,3 осіб/км².
З офіційних мов обидвома одночасно володіли 450 жителів, тільки англійською — 8 850, тільки французькою — 10, а 25 — жодною з них. Усього 380 осіб вважали рідною мовою не одну з офіційних, з них 5 — одну з корінних мов, а 15 — українську.
Працездатне населення становило 5 530 осіб (80,7% усього населення), рівень безробіття — 12,7% (14,2% серед чоловіків та 10,8% серед жінок). 92,3% осіб були найманими працівниками, а 6,4% — самозайнятими.
Середній дохід на особу становив $58 317 (медіана $50 169), при цьому для чоловіків — $77 719, а для жінок $37 665 (медіани — $71 667 та $33 556 відповідно).
31,4% мешканців мали закінчену шкільну освіту, не мали закінченої шкільної освіти — 17,6%, 51,1% мали післяшкільну освіту, з яких 13,1% мали диплом бакалавра, або вищий.
| Статево-вікова структура населення | Статево-вікова структура населення | Статево-вікова структура населення | Статево-вікова структура населення | Статево-вікова структура населення |
| ---------------------------------- | ---------------------------------- | ---------------------------------- | ---------------------------------- | ---------------------------------- |
|                                    |                                    |                                    |                                    |                                    |
| Всього                             | Всього                             | 51,2%48,8%                         |                                    |                                    |
| 0 — 14 років                       | 0 — 14 років                       |                                    | 26,5%                              | 26,5%                              |
| 15 — 64 років                      | 15 — 64 років                      |                                    | 69,7%                              | 69,7%                              |
| 65 і більше                        | 65 і більше                        |                                    | 3,8%                               | 3,8%                               |
| 85 і більше                        | 85 і більше                        |                                    | 0,2%                               | 0,2%                               |
| Середній вік (років)               | Середній вік (років)               | 30,429,9                           | 30,1                               | 30,1                               |
| Медіана (років)                    | Медіана (років)                    | 30,829,9                           | 30,3                               | 30,3                               |
| — чоловіки — жінки                 |                                    |                                    |                                    |                                    |

| Походження мешканців:     | Походження мешканців:     | Походження мешканців: | Походження мешканців: | Походження мешканців: |
| ------------------------- | ------------------------- | --------------------- | --------------------- | --------------------- |
| Походження                |                           |                       | осіб                  | %                     |
| Корінні американці        | Корінні американці        |                       | 960                   | 10.29%                |
| Інше північноамериканське | Інше північноамериканське |                       | 3 715                 | 39.83%                |
| Європейське               | Європейське               |                       | 6 870                 | 73.65%                |
| британське                | британське                |                       | 4 570                 | 48.99%                |
| французьке                | французьке                |                       | 1 395                 | 14.95%                |
| українське                | українське                |                       | 965                   | 10.35%                |
| Латинськоамериканське     | Латинськоамериканське     |                       | 65                    | 0.7%                  |
| Карибське                 | Карибське                 |                       | 45                    | 0.48%                 |
| Африканське               | Африканське               |                       | 55                    | 0.59%                 |
| Азійське                  | Азійське                  |                       | 310                   | 3.32%                 |
| Океанійське               | Океанійське               |                       | 15                    | 0.16%                 |

| Зайнятість населення за галузями (за класифікацією NOC): | Зайнятість населення за галузями (за класифікацією NOC): | Зайнятість населення за галузями (за класифікацією NOC): | Зайнятість населення за галузями (за класифікацією NOC): | Зайнятість населення за галузями (за класифікацією NOC): |
| -------------------------------------------------------- | -------------------------------------------------------- | -------------------------------------------------------- | -------------------------------------------------------- | -------------------------------------------------------- |
|                                                          |                                                          |                                                          |                                                          |                                                          |
| Управління                                               | Управління                                               |                                                          | 8%                                                       | 8%                                                       |
| Бізнес, фінанси та адміністрування                       | Бізнес, фінанси та адміністрування                       |                                                          | 15,9%                                                    | 15,9%                                                    |
| Природничі та прикладні науки                            | Природничі та прикладні науки                            |                                                          | 6,6%                                                     | 6,6%                                                     |
| Охорона здоров'я                                         | Охорона здоров'я                                         |                                                          | 5,9%                                                     | 5,9%                                                     |
| Освіта, правозахист, муніципальні та урядові служби      | Освіта, правозахист, муніципальні та урядові служби      |                                                          | 6,9%                                                     | 6,9%                                                     |
| Мистецтво, культура, відпочинок та спорт                 | Мистецтво, культура, відпочинок та спорт                 |                                                          | 1,3%                                                     | 1,3%                                                     |
| Роздрібна торгівля та послуги                            | Роздрібна торгівля та послуги                            |                                                          | 15,6%                                                    | 15,6%                                                    |
| Гуртова торгівля, транспорт та обладнання                | Гуртова торгівля, транспорт та обладнання                |                                                          | 27,6%                                                    | 27,6%                                                    |
| Природні ресурси, сільське господарство                  | Природні ресурси, сільське господарство                  |                                                          | 8,2%                                                     | 8,2%                                                     |
| Виробництво                                              | Виробництво                                              |                                                          | 4,1%                                                     | 4,1%                                                     |

## Клімат
Середня річна температура становить 2,8°C, середня максимальна – 21,3°C, а середня мінімальна – -19,1°C. Середня річна кількість опадів – 453 мм.
| Клімат поселення                              | Клімат поселення | Клімат поселення | Клімат поселення | Клімат поселення | Клімат поселення | Клімат поселення | Клімат поселення | Клімат поселення | Клімат поселення | Клімат поселення | Клімат поселення | Клімат поселення | Клімат поселення |
| Показник                                      | Січ.             | Лют.             | Бер.             | Квіт.            | Трав.            | Черв.            | Лип.             | Серп.            | Вер.             | Жовт.            | Лист.            | Груд.            |                  |
| Середній максимум, °C                         | −5,92            | −2,79            | 2,59             | 10,48            | 16,49            | 20,28            | 21,29            | 20,78            | 15,72            | 10,44            | 1,31             | −4,73            |                  |
| Середня температура, °C                       | −12,5            | −9,36            | −3,98            | 3,90             | 9,92             | 13,70            | 15,79            | 15,28            | 10,20            | 4,93             | −4,18            | −10,22           |                  |
| Середній мінімум, °C                          | −19,08           | −15,94           | −10,56           | −2,67            | 3,34             | 7,12             | 10,29            | 9,77             | 4,72             | −0,56            | −9,69            | −15,73           |                  |
| Норма опадів, мм                              | 18               | 14               | 16               | 19               | 50               | 80               | 89               | 68               | 50               | 19               | 14               | 16               |                  |
| Середньомісячна швидкість вітру, м/с          | 3.30             | 3.30             | 3.50             | 3.80             | 3.80             | 3.50             | 3.10             | 3.00             | 3.20             | 3.50             | 3.44             | 3.40             |                  |
| Середньомісячна сонячна радіація, кДж/м²·день | 3714             | 7207             | 12298            | 17385            | 20813            | 21934            | 22571            | 19033            | 13129            | 7902             | 3984             | 2846             |                  |
| --------------------------------------------- | ---------------- | ---------------- | ---------------- | ---------------- | ---------------- | ---------------- | ---------------- | ---------------- | ---------------- | ---------------- | ---------------- | ---------------- | ---------------- |
| Джерело:                                      |                  |                  |                  |                  |                  |                  |                  |                  |                  |                  |                  |                  |                  |